# Mater' čelovečeskaja
Mater' čelovečeskaja (Матерь человеческая) è un film del 1975 diretto da Leonid Evgen'evič Golovnja.

## Trama
Marija è tornata nel suo villaggio natale, che si è rivelato essere stato distrutto dai nazisti, e decide di trovare sette bambini che miracolosamente sono sopravvissuti e fanno rivivere la vita nel villaggio.